# جورج هاس (أستاذ جامعي)
جورج هاس (بالدنماركية: Georg Haas)‏ هو مصصم جرافك دنماركي، ولد في 5 يونيو 1751 في كوبنهاغن في الدنمارك، وتوفي بنفس المكان في 10 مايو 1817.